# Iñaki Fernández
Iñaki Fernández Arnáiz, más conocido como Iñaki Fernández o Iñaki Glutamato (Bilbao, 29 de mayo de 1961-Madrid, 10 de mayo de 2025) fue un cantante español, conocido por ser el líder del grupo Glutamato Ye-Yé.

## Biografía
Iñaki conoció a Ramón Recio a finales de los años 1970 en Madrid cuando era adolescente, en 1979 creó el grupo Glutamato Ye-Yé, el cantante se convirtió en una figura destacable por la provocadora imagen de su bigote y flequillo como el de Adolf Hitler, además de su comportamiento histriónico dentro del escenario e incluso en algunas entrevistas, finalmente Glutamato Ye-Yé se disuelve en 1986, reuniéndose en 1987 para dar un concierto de despedida.
Desde entonces en 1987 Iñaki creó el grupo Beatos, con el que compusieron únicamente seis canciones, el nombre de su único álbum fue Beatos, homónimo al nombre de esta banda.
Después en 1989 Iñaki creó otro grupo, este último se llamaba Los Pecadores, con el que compusieron únicamente diez canciones, el nombre de su único álbum fue Pecado de amor.
En los años 1990 fue propietario de una tienda de muebles, en el siglo XXI trabajó como forestal.
El 13 de marzo de 1993 se afeitó su famoso bigote en Uganda cuando tenía 31 años.
En 2008 su primer grupo Glutamato Ye-Yé volvieron a unirse, pero ya sin la colaboración de los fallecidos miembros Ramón Recio, Eugenio Haro y Alberto Haro.
En la madrugada del 10 de mayo de 2025 Iñaki Fernández falleció a los 63 años a causa de un cáncer en un hospital de Madrid, faltándole diecinueve días para cumplir 64 años, y algunas celebridades como David Summers, o Pablo Carbonell, se despidieron de él a través de las redes sociales.